# Оулд Ривер-Винфри (Тексас)
Оулд Ривер-Винфри (енгл. Old River-Winfree) град је у америчкој савезној држави Тексас. По попису становништва из 2010. у њему је живело 1.245 становника.

## Демографија
Према попису становништва из 2010. у граду је живело 1.245 становника, што је 119 (8,7%) становника мање него 2000. године.
| Група             | 2000.         | 2010.         |
| Белци             | 1.223 (89,7%) | 1.081 (86,8%) |
| Афроамериканци    | 58 (4,3%)     | 61 (4,9%)     |
| Азијати           | 1 (0,1%)      | 1 (0,1%)      |
| Хиспаноамериканци | 72 (5,3%)     | 86 (6,9%)     |
| Укупно            | 1.364         | 1.245         |